# Marcelle Noyon
Marcelle Noyon, née le 4 août 1886 à Paris et morte le 8 août 1980 à Meaux, est une peintre française.

## Biographie
Marcelle Louise Noyon est la fille de Paul Alfred Noyon, et de Blanche Lucie Sézille, employés.
Élève de Fernand Cormon, Eugène Thirion, Humbert et Louis-Joseph-Raphaël Collin, elle expose au Salon à partir de 1908.
Elle obtient une mention honorable en 1910, le prix Troyon en 1911, le prix Brizard en 1914, une médaille d'argent et le prix Rosa-Bonheur en 1920.
Elle meurt à Meaux à l'âge de 94 ans.